# Angosce d'anime
Angosce d'anime (L'Angoisse) è un cortometraggio muto del 1913 diretto da Louis Feuillade.

## Produzione
Il film fu prodotto dalla Société des Etablissements L. Gaumont.

## Distribuzione
Distribuito dalla Société des Etablissements L. Gaumont, uscì nelle sale cinematografiche francesi nell'aprile 1913. Nel Regno Unito, uscì il 4 maggio 1913 con il titolo Anguish.